# Samir Gharbo
Samir Gharbo (13 de março de 1925 - 10 de abril de 2018) foi um jogador de pólo aquático egípcio que competiu nos Jogos Olímpicos de Verão de 1948 e nas Jogos Olímpicos de Verão de 1952.